# Personaggi di To Love-Ru

I personaggi della serie

Questa è una lista dei personaggi presenti nel manga To Love-Ru e nei relativi media. Alcuni di loro hanno fatto una comparsa cameo nel manga Mayoi Neko Overrun!.

## Famiglia Yūki
Rito Yūki (結城 リト?, Yūki Rito)
Doppiato da Akeno Watanabe.
È uno studente delle superiori quindicenne innamorato di Haruna Sairenji. Sua sorella Mikan commenta che è molto bravo nelle "cose inutili", come i giochi di gru e di festival. È anche un abile fiorista, giardiniere e orticoltore. Rito è estremamente gentile, altruista, carismatico e premuroso, e ha molto rispetto per le donne. A causa della sua timidezza nei confronti delle ragazze, è molto goffo con le donne e ha grandi difficoltà nel mantenere la sua compostezza in qualsiasi situazione stimolante, che lo porta molestare o brancolare le molte ragazze della serie (anche se il più delle volte involontariamente). A causa delle circostanze che lo circondano, Rito viene sempre messo in qualsiasi situazione intima e imbarazzante. Rito è in qualche modo in grado di inciampare assolutamente con poco e cadere addosso alle ragazze o trovarsi in situazioni equivoche con loro, che finiscono sempre per picchiarlo e accusarlo di essere un maniaco pervertito. Nonostante la cattiva opinione che le ragazze hanno di lui, è comunque benvoluto da loro per la sua purezza. Suo padre è un mangaka molto famoso, ed è completamente diverso da Rito, caratterialmente e fisicamente. La madre di Rito è invece una fashion design e a causa del suo lavoro è sempre via da casa. Rito faceva parte della squadra di calcio nella scuola elementare ma la lasciò perché doveva aiutare costantemente suo padre con i manga e non lasciare sua sorella Mikan da sola in casa. Durante il corso della storia, Rito mostra sempre maggiori attenzioni per Lala, in quanto la ragazza mostra sempre più caratteristiche comuni alle giovani ragazze terrestri. Nel capitolo finale rivela a Lala di amarla anche se il suo cuore appartiene anche ad un'altra ragazza, Haruna. Inaspettatamente Lala dimostra di non essere gelosa, sapendo già dei sentimenti di Haruna e lo invita a confessarsi anche con lei, così da poter vivere tutti e tre felicemente insieme. Oshizu cerca di aiutare Rito ma spaventa Haruna che scappa spaventata: Rito finisce così per dichiararsi (come nel primo capitolo) alla persona sbagliata, in questo caso a Yui, Run, Nana e alla dottoressa Ryoko.
Riko Yūsaki (夕崎 梨子?, Yūsaki Riko)
Doppiata da Akeno Watanabe.
Riko Yūsaki è la versione femminile di Rito; compare nel capitolo 100, quando per errore Rito viene colpito da un apparecchio, il Pai Pai Rocket-kun, costruito da Lala per "trasformare il seno della persona colpita" e così "dare felicità a Rito con il seno che più gli piace". Esso però converte Rito in una donna fino alla fine del capitolo 102, quando l'effetto del Pai Pai Rocket-kun svanisce automaticamente. Riko cade preda dell'amore a prima vista di Saruyama, causando così gravi problemi a Rito, che sarà costretto a vestire nuovamente i panni di Riko per permettere a Saruyama di uscire con la ragazza dei suoi sogni; anche in questa circostanza Rito viene trasformato grazie a un'invenzione di Lala (Koro Koro Danjo-kun), questa volta creata ad hoc e anche stavolta la trasformazione svanisce automaticamente dopo qualche ora, lasciando Rito nei guai.
Mikan Yūki (結城 美柑?, Yūki Mikan)
Doppiata da Kana Hanazawa.
È la sorella minore di Rito. Indipendente e affidabile, è molto matura per la sua età e, nonostante sia la figlia minore, spesso sembra che tra i due il minore sia Rito, che lei non esita a prendere in giro e di cui capisce totalmente i sentimenti per Lala ed Haruna. Nonostante la giovane età, è intelligente e molto percettiva nei confronti dei sentimenti altrui; ha capito subito la cotta di suo fratello per Haruna ed è quasi sempre la prima ad accorgersi se a una ragazza piaccia il fratello, inizialmente stupendosi di come lui sia risultato tanto popolare. Essendo molto brava a cucinare e a fare i lavori domestici, si prende essenzialmente cura della casa e del fratello, dato che i loro genitori sono solitamente fuori per lavoro. Il suo rapporto con Rito è alquanto particolare, dato che da un lato lei non sembra pretendere troppo da lui, essendo lei ad occuparsi della gran parte delle faccende di casa, ma dall'altro lato è chiaro come sappia quanto in realtà lui sappia aiutare gli altri quando è necessario. Successivamente viene rivelato che Mikan è terrorizzata da tuoni e fulmini (e che Rito la consola sempre). Si affeziona molto a Yami (alias Oscurità d'Oro), con la quale prende confidenza durante la seconda serie. Le due ragazze vanno molto d'accordo e si atteggiano come le due più equilibrate e composte del cast principale. È irritata dal fatto che Momo dorma con suo fratello e sembra esserne gelosa anche se non viene mai rivelato se il suo sia solo affetto fraterno o qualcosa di più, dato che non sembra provare lo stesso fastidio quando è Lala a dormire con Rito. Mikan è bella, dai lunghi capelli castani e gli occhi marroni. Nella versione italiana del manga viene erroneamente presentata inizialmente come la sorella maggiore di Rito mentre in realtà, avendo 12 anni e lui 16, è sua sorella minore. In To Love-Ru Darkness viene approfondito il suo rapporto col fratello. Infatti Momo vorrebbe inserire anche lei nel "progetto Harem" per Rito. Mikan compare due volte in Mayoi Neko Overrun!, una successiva serie di Yabuki.
Saibai Yūki (結城 才培?, Yūki Saibai)
È il padre di Rito e Mikan, e marito di Ringo. Di professione mangaka, è sempre preso dal suo lavoro e molto raramente si fa vedere a casa.
Ringo Yūki (結城 林檎?, Yūki Ringo)
È la madre di Rito e Mikan, e moglie di Saibai. Di professione fashion design, è spesso via dal Giappone, cosa che causa la sua quasi totale assenza dalla vita dei suoi figli. Nonostante le sue limitate apparizioni del manga, capisce subito la situazione del figlio con Lala ed Haruna, ridendoci su con la figlia. Quando conosce Celine, chiede al figlio chi sia sua madre credendo, senza troppi problemi, che Rito sia il padre.

## Pianeta Deviluke
Lala Satalin Deviluke (ララ・サタリン・デビルーク?, Rara Satarin Debirūku)
Doppiata da Haruka Tomatsu.
È la principessa di Deviluke, scappata da casa perché non voleva sposarsi. È molto bella e formosa, dai lunghissimi capelli rosa e con una coda sulla schiena, molto sensibile. Ha un carattere infantile e impulsivo (fonte di molti guai per il povero Rito), ma anche aperto, socievole e ottimista. Usa un numero infinito di oggetti da lei ideati e costruiti (ha infatti una grande intelligenza). All'inizio fingeva di amare Rito per evitare di sposarsi con degli estranei ma alla fine s'innamora profondamente di lui, tanto da proporgli più volte un vero matrimonio. Ha un senso dell'amicizia molto profondo e quando Haruna le confessa di amare Rito a sua volta lei le fa coraggio e dice che ambedue dovranno dare il meglio per poter stare col ragazzo. Decide di non vivere più nell'armadio della stanza di Rito così da non avvantaggiarsi del fatto che viva con Rito nei confronti di Haruna. Ha due sorelle, Nana e Momo, che hanno due opinioni differenti di Rito: la prima non capisca cosa Lala ci trovi mentre la seconda s'infatua anch'essa di Rito; per non andare contro la sorella dice di voler solo diventare la sua amante. Il suo amore per Rito durante tutta la storia diventa sempre più intenso e fa breccia nel cuore del ragazzo che a sua volta si confessa nell'ultimo capitolo del manga. Quando il ragazzo le dice che è innamorato anche di un'altra ragazza lei non è per nulla sorpresa, sapendo che questa è Haruna e lo incoraggia a confessarsi anche con lei; quando il ragazzo ci prova finisce per dichiararsi a Yui, Run, Nana e Ryouko ma per Lala neppure questo è un problema, anzi è felice di poter vivere con le sue amiche insieme a Rito.
Peke (ペケ?, Peke)
Doppiato da Satomi Arai.
È l'invenzione principale di Lala, ed è anche il suo "Costume robot". Peke è stato apposta creato per fare da abito a Lala, anche se a volte perde questa capacità, o perché senza forze, o perché staccato dal corpo della padrona. Negli ultimi capitoli appare anche sotto le sembianze di un giovane ragazzino, forma utilizzata per andare a cercare dati sugli abiti da poter far indossare a Lala. Durante una pausa per la ricarica si fonde con Rito a causa di un errore compiuto da Momo. Rito in queste sembianze cerca di fare da abito a Lala ma è troppo eccitato per farlo correttamente, tornato normale Peke viene strigliato da Lala perché non le aveva detto di star male, anche se lui non ricorda nulla di ciò che è successo.
Nana Astar Deviluke (ナナ・アスタ・デビルーク?, Nana Asuta Debirūku)
Sorella minore di Lala e gemella maggiore di Momo. Come le sue sorelle, anche lei ha i capelli rosa e una coda particolarmente delicata sulla schiena. Ha un carattere forte, deciso e leggermente infantile, ma ha il complesso del seno piccolo: odia essere definita una petanko ("piatta"). Nana è anche molto pura infatti non aveva la minima idea di come nascessero i bambini prima che Mea glielo spiegasse. È la meno intelligente delle tre sorelle Deviluke, ma nonostante ciò è un'esperta del mondo animale extraterrestre, in quanto possiede l'abilità di comunicare con gli animali. Non capisce che cos'abbia Rito per attirare l'attenzione della sorella maggiore, di Momo e di Haruna (tra l'altro, è una delle poche a conoscenza dell'amore segreto di Haruna per Rito, avendolo appreso dal cane Maron). È una delle quattro ragazze a cui Rito, nell'ultimo capitolo, si confessa per errore. Nana non appare nella prima stagione della versione animata, ma solo nel manga, negli OAV, nella stagione di Motto To Love-Ru e in To Love-Ru Darkness.
In To Love-Ru Darkness Nana inizia a provare dei sentimenti per Rito, dopo che quest'ultimo la aiuta a sistemare il suo rapporto con Mea e quando la salva da Rin, in quel momento posseduta da una spada aliena. Sia lei che la sorella sono più giovani di Rito e Lala, ma sembrano essere più grandi di Mikan, dato che al contrario di lei, che è ancora alle medie, loro si sono iscritte alla Sainan High l'anno dopo quello di Rito e Lala, anche se è ignoto se questo sia stato possibile a causa della loro età o se sia dovuto al fatto che Momo, per stare vicino a Rito, abbia convinto il preside ad ammetterle comunque.
Momo Belia Deviluke (モモ・ベリア・デビルーク?, Momo Beria Debirūku)
L'altra sorellina di Lala e gemella minore di Nana. Come le sue sorelle, anche Momo ha i capelli rosa (ma molto più corti rispetto a loro). Al contrario di Nana, ha un carattere molto più dolce, cordiale e calcolatore e ama vestirsi in stile Gothic Lolita, ma quando si arrabbia è la più terribile e sadica delle tre sorelle, cambiando completamente carattere e modi di fare. Ha una mentalità molto più matura per certi aspetti, specie per quanto riguarda il sesso, rispetto alle sorelle. Tra l'altro la sua coda è particolarmente sensibile, tanto che può indebolirla e basta se qualcuno la tocca ma le provoca anche eccitazione (infatti a volte si tocca da sola per sfogare i suoi istinti). È molto intelligente (sebbene meno di Lala) ed è un'esperta del mondo vegetale extraterrestre. Ha la capacità di comunicare con le piante e si infatua di Rito quando lui decide di salvare la pianta Celine anche a costo della propria vita. Dopo questo evento va puntualmente a dormire, seminuda, nel letto di Rito (facendo esattamente ciò che faceva Lala all'inizio, ma con molta più malizia). Nana è invidiosa di lei perché è decisamente più procace, benché sia la più piccola delle due. Quando Rito per errore si confessa nell'ultimo capitolo alle quattro ragazze, tra cui sua sorella Nana, non se ne preoccupa, in quanto lei aveva già deciso di non voler essere la ragazza di Rito, bensì la sua amante. Momo appare unicamente nel manga, negli OAV e in Motto To Love-Ru.
In To Love-Ru Darkness diventa una delle protagoniste assieme a Yami, e la serie inizia con lei impegnata nell'operazione Harem (con lo scopo di creare un harem attorno a Rito, che da parte sua prova sgomento al solo pensiero, di cui ovviamente farà parte anche lei). Per questo motivo, i rapporti tra Momo e Rito si fanno più spinti, e per il ragazzo diventa più difficile respingere le avances della ragazza, la quale, convinta che Rito la rifiuti perché troppo giovane, fa di tutto per apparire più adulta. È sua abitudine intrufolarsi quasi ogni notte nel letto di Rito per dormire con lui ed essere l'oggetto dei suoi palpamenti durante il sonno che le provocano una forte eccitazione sessuale.
Gid Lucione Deviluke (ギド・ルシオン・デビルーク?, Gido Rushion Debirūku)
Re di Deviluke, imperatore della galassia, e padre di Lala. Come si scopre in occasione del suo arrivo sulla Terra (dove si reca per ufficializzare il fidanzamento di Lala e Rito), Gid ha l'aspetto fisico e la statura di un bambino; ciò è dovuto al fatto che, durante la "grande guerra" tra le galassie, il sovrano ha dovuto consumare gran parte del proprio potere; ciononostante, egli deve sopprimere i suoi poteri per non distruggere l'intero pianeta; il precedente aspetto di Gid è invece quello di un giovane sui vent'anni. Gid veste di nero e porta gli orecchini; diversamente da Lala, Momo e Nana, ha la coda che termina a tridente, e vi indossa sopra un gioiello. Mentre è sulla Terra, Gid si comporta da pervertito con le ragazze, e dà una piccola dimostrazione della sua forza sfidando a tennis Sasuga; inoltre si atteggia a bullo e si riferisce a se stesso con l'appellativo di "nobile me" (オレ様?, ore-sama). Ad ogni modo, si vede che tiene ai sentimenti di Lala, tanto da permetterle di sposare un "semplice terrestre" nonostante i problemi che ciò potrebbe causare; secondo Lala, d'altronde, Gid non vede l'ora di lasciarle il trono per poter andare a divertirsi.
In To Love-Ru Darkness, Gid ricompare per affrontare ed eliminare definitivamente Nemesis. In questa occasione compare col suo vero aspetto, di un ragazzo alto e serio, e sconfigge con estrema facilità Nemesis grazie ai suoi enormi poteri, indebolendola al punto da farla dissolvere. Nemesis viene salvata da Rito che le permette di entrare nel suo corpo per recuperare le forze. Rito promette a Gid che farà diventare Nemesis buona e che, se fallirà, il re di Deviluke sarà libero di uccidere sia Nemesis che lui stesso. Gid, fiero del coraggio di Rito, accetta la sua decisione.
È indubbiamente l'essere più potente dell'universo, ma resta sottomesso a Sephie Michaela Deviluke, sua moglie e madre delle sue figlie, che di fatto è a la vera governante della galassia.
Sephie Michaela Deviluke (セフィー・ミカエラ・デビルーク?, Sefi Mikaera Debirūku)
È la regina di Deviluke, nonché madre di Lala, Momo e Nana. Appartiene al Clan degli Charmiani, una razza aliena nomade i cui individui sono tutti caratterizzati dall'essere di una bellezza sconvolgente. "Sconvolgente" in senso letterale, perché se il volto di uno Charmiano viene visto da un non-Charminano di sesso opposto, quest'ultimo impazzirà e diverrà un essere capace solo di desiderare lo Charmiano visto. Proprio per questo Sephie è obbligata ad andare in giro col viso coperto da un velo, per evitare di fare impazzire ogni uomo che incontra (e quindi per evitare anche che questi tentino di molestarla). Nell'edizione giapponese è doppiata da Kikuko Inoue.
Zastin (ザスティン?, Zasutin)
Doppiato da Takehito Koyasu.
La guardia personale di Lala e il migliore spadaccino di tutto il pianeta Deviluke. È al momento assistente capo del padre di Rito, uno scrittore di manga, a causa di un incidente causato da Lala. Ha una piccola somiglianza con Creed Diskenth di Black Cat. La sua coda assomiglia a quella di uno scorpione, e termina con una punta sottile. Nonostante la sua grande abilità con la spada, ha un orribile senso dell'orientamento, causa che lo fa perdere continuamente (un'altra delle gag della serie), anche se ciò potrebbe essere attribuito al suo provenire da un altro pianeta. Inoltre è incredibilmente sfortunato, e quando riesce a trovare il posto viene sempre investito da qualcosa o cade dentro ad un tombino, senza riuscire quindi ad essere utile. Sembra però che fare il mangaka gli piaccia davvero, tanto che, dopo aver iniziato a lavorare nello studio di Saibai, comincia a presentarsi sia come Capitano delle Guardie Reali sia come Capo assistente dello Studio Saibai, per poi, più avanti nella serie, mostrare a Gid con orgoglio di aver ricevuto anche un premio per il suo lavoro. Nonostante queste caratteristiche, che gli conferiscono un ruolo unicamente comico, Zastin resta un grande guerriero, capace di tenere testa a Yami e capace di sollevare senza sforzo oggetti molto pesanti, come un'automobile.
Buwatsu (ブワッツ?, Buwattsu)
È uno dei subordinati di Zastin, ed è biondo con una cicatrice sull'occhio sinistro.
Maur (マウル?, Mauru)
È uno dei subordinati di Zastin, ed è moro, al contrario del suo compagno.

## Famiglia Sairenji
Haruna Sairenji (西連寺春菜?, Sairenji Haruna)
Doppiata da Sayuri Yahagi.
È una compagna di scuola di Rito e la ragazza di cui egli è innamorato da anni. Ha i capelli blu e corti (a caschetto) e dotata un carattere solitamente molto calmo, maturo e responsabile. Più volte durante la storia ha dimostrato di provare gli stessi sentimenti che prova Rito per lei, dichiarando però di non voler confessare al ragazzo il suo amore a causa dell'amicizia nata tra lei e Lala. Vive con sua sorella maggiore ed il loro cane Maron, un Boston Terrier, in un piccolo appartamento ed ha una profonda paura dei fantasmi e di tutto ciò che riguarda il sovrannaturale. Avendo capito di non poter continuare a nascondere i suoi sentimenti a Lala le rivela ciò che prova ed inaspettatamente l'amica dice che ambedue dovranno fare del loro meglio per conquistare il ragazzo. Nell'ultimo capitolo Rito, dopo aver confessato il proprio amore a Lala, decide di farlo anche con Haruna ma Oshizu interviene cercando di aiutarla, col risultato di farle cadere il reggiseno, così la ragazza scappa e non sente le parole di Rito.
Akiho Sairenji (西連寺 秋穂?, Sairenji Akiho)
Sorella maggiore di Haruna, che viene per questo considerata sempre la piccolina da proteggere. A differenza di Haruna frequenta diversi ragazzi e non ha mai una relazione duratura. Tra di essi c'è anche il fratello maggiore di Yui Kotegawa.
Maron (マロン?, Maron)
È il cane di casa Sairenji, pervertito come la gran parte dei personaggi maschili della serie, che approfitta dell'essere cane per stare il più possibile vicino alla sua padrona.

## Famiglia Kotegawa
Yui Kotegawa (古手川 唯?, Kotegawa Yui)
Doppiata da Kaori Nazuka.
Appare nella serie all'inizio del secondo anno; è una ragazza molto severa, responsabile, irascibile e autoritaria con un'enorme voglia di migliorare la scuola, nonostante l'impresa si riveli quasi impossibile, a causa dei suoi compagni di classe e dello stesso preside. Con questo comportamento però tende ad isolarsi e il primo a farle notare questa cosa è proprio Rito, di cui si infatua dopo che lui l'ha salvata da alcuni delinquenti (il preside nell'anime). Sfortunatamente, quasi ogni incontro con Rito finisce con lei imbarazzata, nuda o palpeggiata, e la sua inesperienza con i ragazzi la lascia incapace di fargli capire i suoi veri sentimenti. Solo suo fratello Yuu e Mikan si sono accorti di ciò che prova la ragazza (anche Momo, nella serie Darkness). Nell'ultimo capitolo è una delle quattro ragazze a cui Rito, sbagliando come con Lala, si confessa. Yui è alta 1,62 m per 51 kg, ha lunghi capelli neri e occhi marroni, e una figura sinuosa quasi identica a quella di Lala; secondo Mio Sawada, le sue misure sono 88-59-87. Capo del comitato morale del liceo Sainan, è intollerante verso tutto ciò che è perverso e bizzarro, mostrandosi nervosa e tesa. Le sue opinioni, il suo carattere irascibile e l'abitudine di esprimere la sua opinione spesso si traducono in un rimprovero vocale ai compagni di classe. Nonostante la sua facciata seria, giudicante e intransigente, Yui è in realtà una persona introversa, sensibile, dolce, premurosa e gentile. Quando è con Rito dice l'esatto opposto di ciò che vuole, gli urla in faccia e tende ad arrossire. Col tempo si è accorta di essere innamorata di Rito e, in fondo (nonostante sia fortemente contraria alle situazioni oscene in cui il ragazzo finisce), desidera segretamente fare queste cose con lui (il che la caratterizza come un personaggio tsundere). In diverse occasioni la si vede fantasticare di stare insieme a Rito e Celine, come sua moglie e di essere incinta di suo figlio. Le piacciono molto i gatti: possiede libri a tema di gatti, ha un gatto di peluche, decora la sua stanza con oggetti a forma di gatto, modella il suo cioccolato di San Valentino per Rito in un muso di gatto e ha persino una ciambella galleggiante a tema di gatto. Va segretamente nei negozi di animali per guardare i gatti, e si sente in imbarazzo se qualcuno la scopre. Una gag comune è che alcuni personaggi non riescono a ricordare il suo nome (chiamandola "Kokegawa" per esempio), presumibilmente per il fatto che lei è generalmente una partecipante riluttante ai frequenti schemi di Lala.
In To Love-Ru Darkness si viene ad approfondire il rapporto tra Rito e Yui, che in un'occasione si è offerta a lui (a condizione che lui lo facesse sempre e solo con lei) e arriva quasi a baciarlo, prima di farsi indietro imbarazzata e dissimulare il proprio interesse per Rito come uno scherzo. Questo è sia un indizio che mostra la sua ipocrisia verso cose che considera spudorate che un tratto tipico di chi è tsundere. Si scopre anche che Yui aveva già incontrato Rito quando andava alle elementari: non riuscendo ad aiutare un gattino a scendere da un albero, Yui aveva chiesto aiuto ad alcuni bambini senza risultato, finché un ragazzino, passando di lì, si offre spontaneamente di aiutarla. Yui comprende solo dopo tutti quegli anni che il ragazzino era proprio Rito, e pur in preda all'imbarazzo capisce che Rito è stato il suo primo amore. Successivamente, un ulteriore sviluppo del suo rapporto con Rito si ha in un momento in cui, assieme ad Haruna, si ferma a bere in un bar nel quale Risa Momioka lavora come cameriera, e quando questa racconta scherzosamente un'esperienza vissuta con Rito, vera ma raccontata in modo tale da far sembrare Rito un pervertito inaffidabile, Yui non si scompone e, con sorpresa di tutti, dichiara di sapere che Rito non si approfitterebbe mai di una ragazza nel modo in cui Risa ha raccontato. Haruna resta molto stupita da questo, facendo notare a Yui quanto essa conosca bene Rito, dando ad essa l'ennesima conferma di quanto il ragazzo sia oggetto della sua attenzione.
Nonostante sia un personaggio secondario, Yui Kotegawa è uno dei personaggi più amati dai fan; nel primo sondaggio dedicato alla serie e tenuto da Shōnen Jump si è classificata sesta con 2.103 voti, e ottenendo più volte il primo posto in altri sondaggi.
Yuu Kotegawa (古手川 遊?, Kotegawa Yū)
È il fratello maggiore di Yui, un diciannovenne piuttosto donnaiolo ma affezionato a Yui (ella, da parte sua, lo ritiene uno "spudorato"). Da un certo punto del manga, inizia a uscire con Akiho, la sorella di Haruna, che però prende la relazione molto alla leggera, pensando lei stessa che Yuu non sia un ragazzo serio, mentre quest'ultimo ha invece deciso di mettere la testa a posto proprio perché Akiho gli piace parecchio. Yuu è uno dei pochi personaggi al corrente che Riko Yuusaki è in realtà Rito e si è accorto subito che la sorella ne è innamorata, ragion per cui si diverte spesso a stuzzicarla a proposito. Dopo aver parlato un po' con Rito, non capisce cosa ci trovi sua sorella in lui ma, dopo aver visto in pochi attimi tutte le stranezze che gli capitano, capisce che la sua vita è molto interessante, quindi gli dice che, se dovesse avere voglia di parlare, potrà contare su di lui.

## Altri extraterrestri ed esseri sovrannaturali
Oscurità d'Oro (金色の闇?, Konjiki no Yami)
Doppiata da Misato Fukuen.
Chiamata anche Yami (ヤミ?), è un'arma vivente e un'assassina priva di emozioni, assunta da uno dei candidati alla mano di Lala, Lacospo, per eliminare il rivale Rito. È un'aliena e ha l'aspetto di una ragazzina dai lunghissimi capelli biondi e sempre vestita di nero. Inizialmente, a causa dei comportamenti impacciati e involontariamente spudorati di Rito, Yami tiene fede al proprio ruolo di sicario, infliggendo punizioni fisiche a Rito grazie alla sua Trans-abilità, la capacità di trasformare ogni parte del corpo in un'arma, pur senza arrivare mai a ucciderlo. La Trans-abilità, unitamente al suo aspetto, la rendono un "doppio" di Eve (personaggio di Black Cat, celebre serie dello stesso maestro Yabuki). Molto spesso, e durante l'intera serie, Yami viene presa di mira dal pervertito preside della scuola frequentata da Rito e Lala, che viene immancabilmente messo KO in modo non dissimile da Rito. Con il passare del tempo, Yami diventa amica di Mikan, e poco alla volta comincia ad aprirsi anche con gli altri. Interviene diverse volte in aiuto di Rito dopo che il ragazzo le salva la vita, prima adducendo il motivo che Rito è il suo target, e non può permettere che altri lo danneggino, ma in seguito arrivando a riconoscerlo come amico. Il lungo tempo passato a fianco del protagonista e degli altri contribuiscono a trasformare radicalmente il carattere e la natura di Yami, che, da famigerata assassina che era, inizia a riconoscersi amata e integrata tra i terrestri, e capace di provare emozioni e sentimenti. Proprio per questo motivo, Nemesis darà il via all'operazione Darkness, allo scopo di elidere questo cambiamento e rendere Yami nuovamente un'arma senza emozioni.
Ren Elsie Jeweria/Run Elune Jeweria (レン・エルシ [ルン・エルネ]・ジュエリア?, Ren Erushi/Run Elune Jueria)
Doppiato/a da Fuyuka Ōura.
Amico di infanzia e compagno di giochi di Lala, veniva spesso costretto da questa a indossare abiti femminili o a collaudare le sue perniciose invenzioni. Giunto sulla Terra per far colpo sulla ragazza, che ha sempre amato (e che sembra però averlo del tutto dimenticato), diventa fin dall'inizio molto geloso dell'intima relazione tra Lala e Rito. Essendo originario del pianeta Memorze (メモルゼ?, Memoruze), di cui è anche membro della famiglia reale, Ren possiede l'abilità Danjō henkan nōryoku (男女変換能力?, Danjō henkan nōryoku), e può pertanto cambiare sesso starnutendo (in realtà, tale attitudine è favorita dal campo magnetico terrestre: normalmente, uno starnuto non sarebbe sufficiente). È anche l'unica persona che si bacia con Rito, anche se per errore, durante tutta la storia. La sua controparte femminile, Run (ルン?), è innamorata di Rito, mentre Ren è in competizione con lui per l'amore di Lala: le due personalità sono infatti totalmente distinte, in aspetto e in carattere, e mentre una è cosciente, l'altra "si riposa" (anche se le due personalità sembrano condividere ricordi e conoscenze). Negli ultimi capitoli di To Love-Ru, Run prende quasi sempre il sopravvento su Ren, arrivando ad allearsi con Saki nel vano tentativo di screditare Lala davanti agli occhi di Rito. In futuro, Run cesserà di perseguitare Lala, pur continuando ad amare Rito, e si concentrerà sul proprio lavoro di idol. Run è una delle quattro ragazze a cui Rito si confessa (erroneamente) nell'ultimo capitolo.
In To Love-Ru Darkness viene approfondito il rapporto tra Rito e Run: durante un'uscita, il ragazzo si rende conto di aver sempre trascurato i sentimenti di Run, e di non aver mai cercato di conoscerla, mentre lei scoppia in lacrime alla consapevolezza che Rito non la potrà mai vedere come ragazza, a causa della sua duplice natura; proprio in questa occasione, le due personalità Ren e Run si separano in due corpi distinti, ponendo fine all'imbarazzante problema del cambio di sesso; questa maturazione è un'altra caratteristica degli abitanti di Memorze. Rito sembra iniziare a provare dei sentimenti per Run, dal momento che in un sogno ha immaginato di baciare non solo Lala ed Haruna, ma anche Run. Inoltre lui stesso si è ripromesso di dare una risposta a Run sui sentimenti che prova per lei.
Ren (la parte maschile) ha i capelli albini (nella parte superiore) e neri (nella parte inferiore), gli occhi rossi e un fisico palestrato, con un carattere virile. Run (la parte femminile) ha lunghi capelli di colore verde menta, gli occhi bordeaux e un fisico snello ma sinuoso, con un carattere determinato, ossessivo (soprattutto nei confronti di Rito), allegro, dolce e inizialmente infantile e immaturo (in Darkness è molto maturata).
In Mayoi Neko Overrun!, successiva opera del maestro Yabuki, compare una locandina con l'immagine di Run, e la stessa Run (nel programma televisivo di Magical Kyoko).
Kyōko Kirisaki (霧崎 恭子?, Kirisaki Kyōko)
(Magical Kyōko)
Famosa idol, è la protagonista dello show preferito di Lala, Bakunetsu Shōjo Magical Kyōko (爆熱少女マジカルキョーコ?), che prosegue da 7 stagioni; nella finzione dello show, la ragazza impersona una "studentessa con il sangue di strega al secondo anno delle superiori" in grado di manipolare il fuoco, e combatte il male con l'aiuto del gatto Shirone (シローネ?) e dell'amico/fidanzato Ikemen-senpai (池綿せんぱい?). Dapprima, Kyoko compare solo sporadicamente in televisione senza particolare rilievo, per poi assumere maggiore importanza in seguito. Kyoko riveste un ruolo importante nella Trouble Quest, il videogioco GDR creato da Nana e Momo, nel quale veste i panni del boss finale, benché in questo caso la ragazza sia solo un ologramma generato dal software; il personaggio in carne e ossa fa la sua comparsa solamente in seguito. In questa circostanza, Kyoko e Run maturano un'amicizia che proseguirà per il resto della storia, e si scopre anche che Kyoko è in realtà per metà terrestre e per metà aliena (del pianeta Flame), e che pertanto è veramente in grado di manipolare le fiamme. Dopo questi avvenimenti, Kyoko si darà anche alla carriera di cantante insieme a Run, senza d'altronde abbandonare quella di attrice, e le due costituiranno fin dall'inizio uno dei bersagli preferiti del Preside pervertito. È la stessa Run a presentare Rito a Kyoko, fingendo (senza molto successo) che sia il suo ragazzo.
Il personaggio di Kyoko, come altri personaggi della serie, è ispirato a un omonimo personaggio della precedente serie di Yabuki Black Cat, con cui condivide aspetto e poteri. Kyoko inoltre fa due apparizioni nella successiva serie di Yabuki Mayoi Neko Overrun!, sempre nei panni di Magical Kyoko.
In To Love-Ru Darkness, Kyoko fa una visita alla scuola di Rito allo scopo di scoprire i sentimenti del ragazzo verso Run, decisa a sostenere l'amore dell'amica nei suoi confronti. Ciò nonostante, a causa di numerose vicende, Kyoko non riuscirà nel suo proposito e se ne andrà via correndo. Dai suoi pensieri mentre parla con Run a fine giornata, però, sembra che anche lei si sia presa una cotta per Rito.
Ryōko Mikado (御門 涼子?, Mikado Ryōko)
(Ryōko Mikado a Rito)
La dottoressa della scuola, che si scopre essere un alieno (ha le orecchie a punta). Si veste sempre in modo provocante anche durante il lavoro, e aiuta gli alieni sulla Terra in vari modi con le sue straordinarie cure mediche. Grazie all'aiuto di Rito, salva la vita anche a Oscurità d'Oro, colpita da una strana febbre aliena. La dottoressa Mikado è una delle quattro persone cui Rito si confessa per errore alla fine di To Love-Ru.
In To Love-Ru Darkness, la donna decide di aiutare Rito a "curare" quella che lei ritiene una sorta di sindrome, quella che spinge Rito a cadere in pose sempre imbarazzanti con le ragazze. Alla fine capisce che il problema di RIto risiede nel fatto che il suo corpo prova delle naturali pulsioni fisiche, visto che da quando è arrivata Lala è sempre circondato da donne, ma essendo lui troppo casto e puro, si rifiuta di sfogare fisicamente tali impulsi e quindi il suo desiderio sessuale non fa che aumentare all'infinito senza sfogo, ragion per cui ogni volta che cade finisce in situazioni sempre più imbarazzanti. Visto che Rito non intende sfogare sessualmente i propri desideri, Mikado costruisce dei guanti e delle scarpe speciali che gli impediscano di toccare le ragazze ma, al momento del collaudo, persino la tecnologia fallisce e finisce per essere lei l'ultimo oggetto della "dote" di Rito, che cadendole addosso con i guanti andati in tilt, finisce con lo stimolarla fisicamente nelle sue zone erogene. Mikado si rende conto che è assolutamente impossibile "guarire" Rito e che quando tocca le ragazze, stimolandole fisicamente con una precisione impressionante, non è dovuto semplicemente alla sua "sindrome", ma al suo talento nel toccare una ragazza, ed esso è così vasto da essere un'abilità inconscia di Rito. Per questo gli suggerisce, anziché di tentare di vincere questo suo "problema", di apprezzarlo e di sfruttarlo per far innamorare di sé ogni ragazza che desidera.
Oshizu (お静?, Oshizu)
È il fantasma che abita nel vecchio edificio della scuola. Inizialmente molto timida, instaura una prima amicizia con Haruna. È inoltre consapevole dei sentimenti della ragazza per Rito, ma nonostante i suoi aiuti non riesce ad aiutarla a dichiararsi. Oshizu possiede il potere della telecinesi: è in grado di muovere oggetti a distanza con la forza del pensiero. Essendo però una pasticciona, i suoi interventi si rivelano quasi sempre fallimentari, e spesso fonte di imbarazzo (con la rivelazione involontaria del seno delle ragazze vicine a Rito). Dal Capitolo 89, Oshizu torna a possedere un corpo umano, seppur artificiale, grazie all'aiuto della dottoressa Mikado, e si iscrive alla classe di Rito col nome di Shizu Murasame (村雨静?, Murasame Shizu). Da quel momento, data la sua grande sbadataggine, le capiterà spesso di uscire accidentalmente dal proprio corpo e tornare in forma di spirito (causando l'apparente morte del suo involucro organico), tipicamente dopo un grosso spavento; queste "trasmigrazioni" saranno favorite dal fatto che Oshizu nutre un profondo terrore per i cani. Oshizu compare in una vignetta di Mayoi Neko Overrun!, la successiva opera del maestro Yabuki.
Celine (セリーヌ?, Serīnu)
L'enorme pianta che Lala ha regalato a Rito per il suo diciassettesimo compleanno: è senziente, e non disdegna il cibo umano come il ramen. Quando si ammala, Rito rischia la vita per salvarla, recandosi su un pericoloso pianeta alla ricerca delle "Lucky Berry" (l'unica cura esistente, stando a Momo, per la malattia); tuttavia, questa non si rivela una malattia, bensì la fase in cui Celine doveva dare alla luce un seme che, a sua volta, darà vita alla nuova Celine, una piantina dall'aspetto di una bambina con un fiore sulla testa. Celine si rivela subito legatissima a Rito, che l'ha curata amorevolmente per tutto il tempo in cui era una pianta gigante, e lo tratta come se lui fosse suo padre. Una peculiarità della piccola Celine è che ogni volta che beve la Cola si ubriaca, ed emana un polline che fa innamorare tutti quelli che lo respirano di Rito; ciò accade anche a Oscurità d'Oro, che arriva quasi a baciare il giovane, e a Mikan.
Kuro (クロ?, Kuro)
Assassino alieno che si contende con Yami il titolo di miglior cacciatore di taglie dell'universo. Rito e gli altri lo incontrano quando Kuro è stato ingaggiato per eliminare un "target", e ingiunge a Oscurità d'Oro di "non interferire con il [suo] lavoro". Dapprima sembra che il suo obiettivo sia la stessa Lala, ma in realtà, come si scopre presto, il vero "target" è l'alieno chiamato Carmelon, "l'esperto dei camuffamenti dai mille volti", che si era travestito da Saruyama per cercare la protezione di Lala e Yami. Kuro è inoltre, come si vede da un flashback di Yami, colui che ha distrutto l'organizzazione che la adoperava come un'arma, permettendole così di essere libera da lì in avanti. Questo perché Kuro, nonostante il suo mestiere, è infatti una brava persona, che durante i suoi incarichi fa di tutto per non coinvolgere persone innocenti.
In To Love-Ru Darkness, Kuro viene ingaggiato da Azenda per uccidere Rito. Tuttavia, mentre cerca di eseguire l'incarico, viene ostacolato prima da Mea, che viene neutralizzata, e poi da Nemesis e Yami. Quest'ultima, non essendo più abituata a combattere come in passato, per poter battere Kuro usa la modalità Darkness e riesce a sconfiggerlo, distruggendo la sua famosa pistola nera. Kuro, accortosi che Yami è stata in grado di usare  Darkness mantenendo il controllo di sé, capisce di aver sempre rivisto in Yami se stesso da piccolo, in quanto anche lui venne cresciuto solo per essere un assassino, quindi dopo aver ringraziato Yami, decide a sua volta di cambiare vita. Osservandolo combattere, Nemesis nota che Kuro è dotato di un potere quasi pari a quello di Gid Lucione Deviluke.
Il personaggio di Kuro è un doppione di Train Heartnet, il protagonista di Black Cat (da cui il nome "Kuro (黒)" = "Nero"), e anche la pistola dei personaggi ha la stessa forma; l'arma in questione, la "pistola nera", spara proiettili di energia spirituale, è costruita con il materiale più resistente della galassia ed è maneggiabile solo da Kuro.
Mea Kurosaki (黒咲芽亜?, Kurosaki Mea)
Personaggio che appare per la prima volta in To Love-Ru Darkness, come compagna di classe di Momo e Nana; di quest'ultima, in particolare, diventa grande amica, condividendo la sua passione per gli animali. Già nel secondo capitolo, tuttavia, viene rivelato un particolare inquietante circa Mea: essa è in realtà la sorella minore di Oscurità d'Oro, la leggendaria assassina, e le è stato assegnato il compito di ricordare alla sorella il suo vero obiettivo, ossia l'uccisione di Yūki Rito, e di aiutarla a portarlo a termine. Il mandante di Mea, un misterioso individuo che ella chiama Master, si è infatti reso conto che l'attuale Oscurità d'Oro non è più in grado di svolgere questo compito, a causa del cambiamento intercorso nel suo carattere dopo l'incontro con Rito e gli altri. Oscurità d'Oro e Mea si incontrano poco dopo l'iscrizione, da parte della prima, alla scuola di Rito: qui Mea rivela alla sorella di essere stata "creata utilizzando i [suoi] dati"; la ragazza possiede infatti l'abilità Trans di seconda generazione, che comprende la capacità di "unirsi mentalmente" con le persone, sondare la loro mente e persino entrare nei sogni e nei ricordi. Momo manterrà un fare molto circospetto nei confronti della misteriosa ragazza, temendo per Rito e per l'Operazione Harem, e farà il possibile per scoprire l'identità e le intenzioni del suo Master. Mea col tempo diventa amica di tutti e la sua personalità, sebbene in modo molto più giocoso, si rivela simile a quella di Momo, infatti adora essere protagonista delle cadute di Rito perché le piace farsi toccare da lui e adora provocare tali situazioni anche con altre ragazze. A modo suo ha infatti deciso di aiutare Momo con l'operazione Harem e tenta di incoraggiare Nana a diventare una delle donne di Rito. Sembra che anche lei nutra vero affetto nei confronti di Rito.
Tearju Lunatique (ティアーユ ルナチーク?, Tiāyu Runachīku)
La dottoressa che diede artificialmente la vita a Eve (Oscurità d'Oro) a partire dal proprio, io codice genetico, crescendola affettuosamente come una normale bambina; entrata in contrasto con un'oscura organizzazione che si nascondeva "dietro la facciata di un rispettabile istituto di ricerca", sparì misteriosamente da un giorno all'altro, lasciando Eve nelle mani di individui senza scrupoli che la trasformarono in un famigerato sicario. Della dottoressa non si sa quasi niente fino al giorno in cui, improvvisamente, ottiene un posto da insegnante alla scuola di Sainan, assegnata proprio alla classe di Rito e Lala; in questa circostanza, Nemesis si riferisce a lei come unico nemico rimastole. Si scopre in seguito che Mikado ha frequentato la sua stessa scuola; stando alle sue parole, Tearju è "un genio, però a volte finisce con la testa fra le nuvole". Quando lei e Yami hanno di nuovo modo di parlarsi si scopre il motivo della sua sparizione: Tearju non è mai stata d'accordo con l'organizzazione, e quando ne scoprì i progetti per Yami, all'epoca chiamata Eve, tentò di scappare assieme a quest'ultima, ma l'organizzazione aveva previsto tutto, e quindi la scienziata, rimasta ferita, poté solo mettersi in salvo da sola. Quando alla fine Eve fu libera grazie a Kuro, Tearju aveva provato a ritrovarla però, dato che ormai Eve era già diventata la famosa cacciatrice di taglie conosciuta come Oscurità d'oro, e poiché Tearju si sentiva tremendamente in colpa per non averla salvata, le due rinunciarono a tentare di trovarsi. Yami dal canto suo si sente tuttora in colpa per essere diventata ciò che Tearju non voleva diventasse, e per questo continua a farsi chiamare Oscurità d'oro. Ora che si sono rincontrate le due stanno cercando di ricostruire il rapporto di un tempo ma entrambe sono in difficoltà dati gli eventi passati. Ha l'aspetto di una donna con lunghi capelli biondi, gli occhi verdi e dal fisico mozzafiato con un seno prosperoso, e porta sempre gli occhiali. Come per Mikado, Tearju è una donna dall'intelligenza geniale, ma a differenza sua lei è anche straordinariamente maldestra e sfortunata, al pari di Rito, e per questo è anche una delle poche donne a non reagire con rabbia quando cade vittima delle cadute del ragazzo.
Nemesis (ネメシス?, Nemeshisu)
Misterioso individuo avvolto nell'oscurità apparso all'inizio di To Love-Ru Darkness; è la persona dietro l'operazione Darkness, e colei che impartisce gli ordini a Mea. Il suo scopo è redimere Oscurità d'Oro affinché torni a essere la leggendaria assassina temuta in tutta la galassia, il che si esplicherebbe nell'uccisione di Rito (che è ancora il suo target). Ella instilla fin dal principio il dubbio nell'animo di Oscurità d'Oro, facendole presente (per bocca di Saruyama) che non c'è posto tra le persone normali per quelli come lei; in modo simile si esprimerà nei confronti di Mea, ricordandole la sua vera natura di arma vivente. Nemesis ingaggia inoltre l'assassina Azenda «l'Atroce», vecchia rivale di Oscurità d'Oro, nella certezza che, combattendo con lei, Yami tornerà a essere l'assassina di un tempo. Quando finalmente Yami attiva inconsapevolmente dentro di sé il programma "Darkness", Nemesis assiste all'immenso potere di cui è capace prima che Rito riesca a farla tornare in sé. Nemesis, incuriosita, decide di fare di Rito il suo schiavo, finché non viene teletrasportata in una dimensione digitale dove combatte contro Gid Lucione Deviluke, che con facilità estrema la sconfigge e la riduce in fin di vita. Rito la salva dal dissolversi facendola entrare nel suo corpo finché non avrà recuperato le forze sufficienti a vivere di nuovo con un corpo proprio. All'interno del corpo di Rito si diverte a vedere tutte le situazioni imbarazzanti in cui si caccia il ragazzo, cercando anche di provocarne sempre di più controllando di nascosto il suo corpo quando ritiene che il momento sia adatto. Sembra che si stia sinceramente affezionando a Rito.
Azenda (アゼンダ?, Azenda)
Assassina ingaggiata da Nemesis (il Master di Mea) allo scopo di ricordare a Yami la sua vera natura (Operazione Darkness). Soprannominata «l'Atroce», adopera come armi fruste ad alta velocità, ed è in grado di usare la psicocinesi (una versione indebolita di quella di Oshizu). Sconfitta da Oscurità d'Oro dopo la "Grande Guerra", serba per lei rancore e una sete di vendetta. Il suo aspetto è quello di una bella e prosperosa donna di colore, dai lunghi capelli chiari e un caratteristico abbigliamento; la sua provenienza è la galassia di Taruha. Per vendicarsi di Yami, decide di assumere Kuro per uccidere Rito. Quando Kuro viene sconfitto da Yami e rinuncia al suo lavoro di assassino, Azenda afferra Rito e si dichiara pronta ad ucciderlo personalmente, ma finisce preda di una delle mirabolanti cadute del ragazzo che, stimolandola inavvertitamente nelle sue zone erogene più sensibili, la mette fuori combattimento.

### Pretendenti di Lala
Ghi Bree (ギ・ブリー?, Gi・Burī)
Primo alieno nemico della serie, si impossessa del corpo del giovane Sasuga per ottenere la mano di Lala. Viene facilmente sconfitto e teletrasportato lontano dalla Terra in poco tempo.
Priuma (プリューマ?, Puryūma)
Piccolo alieno anche lui alla ricerca dell'amore di Lala. Nonostante all'inizio sembri essere una persona dalla normale altezza, si rivela essere piccolo come un'unghia, e per questo viene involontariamente schiacciato da una porta e costretto alla resa.
Lacospo (ラコスポ?, Rakosupo)
È colui che ingaggia Oscurità d'Oro per sconfiggere Rito ed avere Lala per sé. Viene sconfitto facilmente grazie alla cooperazione tra Lala ed Oscurità d'Oro, la quale si rivolta al proprio mandante dopo aver scoperto che le ha raccontato menzogne sul conto del target Rito, dicendole che aveva in piano di conquistare Deviluke. Lacospo torna all'attacco molto tempo dopo (capitoli 110-112), ingaggiando un altro assassino di nome Ranjula; anche stavolta, i suoi piani vengono in breve sventati.
Keize (ケイズ?, Keizu)
Ufficiale appartenente all'organizzazione Solgem, "una tra le più pericolose organizzazioni che hanno giurato guerra a Deviluke"; i suoi uomini rapiscono Yui e Haruna per costringere Mikado a entrare nella loro organizzazione, interessata alle conoscenze mediche della dottoressa per la creazione di creature potenziate chirurgicamente da usare come soldati contro l'impero di Deviluke. Grazie all'intervento di Lala, Rito e Oscurità d'Oro, il piano di Solgem viene sventato, e Keize viene catturato insieme ai suoi uomini.
Ranjula (ランジュラ?, Ranjura)
Assassino ingaggiato da Lacospo per svolgere il lavoro precedentemente assegnato a Oscurità d'Oro: uccidere Rito. La sua abilità è quella di lanciare fili dal proprio corpo, come un ragno, e di usarli per tendere trappole ai nemici. Oscurità d'Oro lo sconfigge tendendogli a sua volta una trappola: rimpiazzando alcuni suoi fili con propri capelli, riesce infatti a individuarlo, e grazie alla collaborazione di Momo l'assassino viene fermato.

## Famiglia Tenjōin
Saki Tenjōin (天条院 沙姫?, Tenjōin Saki)
Doppiata da Ayako Kawasumi.
Chiamata spesso "senpai Tenjōin", in quanto di un anno superiore, si crede la regina della scuola (lei stessa si soprannomina Kuīn, cioè "Queen"); per questo motivo, entra spesso in contrasto con Lala, popolarissima tra i ragazzi, e cercherà più volte di sconfiggerla e umiliarla. Dopo esser stata aiutata per strada da Zastin, se ne innamora perdutamente. Nonostante il suo carattere apparentemente frivolo, Saki è una ragazza generosa, quando era piccola ad esempio non esitò a difendere Aya da dei bulli che la facevano sempre piangere, se vede una ragazza in difficoltà è sempre ben disposta a darle una mano. È uno dei pochi personaggi femminili a non essere attratto da Rito. Quando si accorge che Rin si è innamorata di lui cerca di sostenerla e di aiutarla a conquistarlo.
Rin Kujō (九条 凛?, Kujō Rin)
Doppiata da Mai Hashimoto.
Fedele seguace di Saki assieme alla sua amica Aya, nel trio è colei che porta lunghi capelli neri. Il casato Kujō è al servizio del casato Tenjōin da generazioni, perciò Rin svolge la mansione di guardia del corpo di Saki (infatti è un abile ninja, e sa adoperare vari tipi di arma come la katana e il fucile di precisione). Benché inizialmente convinta che Rito sia uno spudorato, a causa delle imbarazzanti situazioni in cui è spesso coinvolto insieme a Saki, Aya e lei stessa, arriva a riconoscerne la generosità, soprattutto dopo che questi aiuta Saki nell'episodio in cui questa fugge di casa.
In To Love-Ru Darkness, Rin continua a diffidare di Rito nonostante il suo aiuto a Saki nell'opporsi al padre che la voleva trasferire. In un'occasione Mikan, a causa del troppo caldo, rischia di svenire in mezzo alla strada e Rin la salva, portandola a casa sua e facendola rinfrescare. In tale occasione Rin esprime a Mikan la sua negativa opinione su suo fratello, ma lei lo difende affermando che lui è sempre presente quando hai bisogno di aiuto. Durante una festa a casa di Saki, Rin finisce nell'ennesima situazione imbarazzante con Rito, sotto lo sguardo vigile di Momo (che pensa che Rin potrebbe essere una buona candidata per l'harem di Rito da lei progettato), cosa che le fa perdere il poco rispetto per il ragazzo che quest'ultimo si era guadagnato. Ma quando una spada aliena la possiede, costringendola a combattere per uccidere tutti i presenti, Rito, con l'aiuto di Mea, riesce a entrare nella mente di Rin e a liberarla dal controllo. Rin comprende allora che Rito è un ragazzo generoso, malgrado la sua tendenza a finire sempre in situazioni imbarazzanti con le ragazze. Saki, subito dopo, le dice di non averle mai visto un'espressione così felice sul volto e che, nonostante il ragazzo in questione sia Rito, starà dalla sua parte perché riesca a conquistarlo. Successivamente, Rito e Rin escono fuori insieme, Rito ovviamente non capisce che è per un appuntamento romantico e ipotizza che sia finalizzato unicamente ad aiutare Saki. I due inizialmente sono un po' in imbarazzo, ma presto riescono a parlare, scoprendo anche di condividere gli stessi gusti per quanto riguarda i film, in particolare i film sui mostri a basso budget. Mentre Aya capisce subito che, per quanto in modo strano, l'appuntamento sta procedendo bene, Saki non crede che questo sia abbastanza romantico, e cerca di mettere i due in situazione che lei ritiene di coppia. Nonostante l'aiuto non necessario né particolarmente efficace, Rin conclude che, come primo appuntamento, sia andato bene.
Aya Fujisaki (藤崎 綾?, Fujisaki Aya)
Doppiata da Kaori Mizuhashi.
Fedele seguace di Saki assieme alla sua amica Rin, nel trio è colei che porta gli occhiali, senza i quali vede pochissimo ma che le tolgono totalmente la bellezza del viso. La sua devozione a Saki non è legata al casato Tenjōin, come nel caso di Rin, ma alla sua stima verso Saki per aver preso le sue parti contro i bulli che erano soliti maltrattarla.
Ryūga Tenjōin (天条院 劉我?, Tenjōin Ryūga)
È il padre di Saki, capo del Gruppo Tenjōin. Compare solo in un episodio, nel quale vorrebbe obbligare la figlia Saki ad andare a studiare negli Stati Uniti d'America; questa, però, non riuscendo a fargli cambiare idea, scappa di casa. Alla fine, Ryūga si rende conto dell'importanza che Saki attribuisce ai suoi amici, e capisce che la ribellione della figlia è indice della sua forza di volontà, degna del casato cui appartiene; pertanto, le permette di fare ciò che vuole, non volendo essere odiato da sua figlia.

## Scuola di Sainan

### Studenti
Kenichi Saruyama (猿山ケンイチ?, Saruyama Ken'ichi)
Doppiato da Hiroyuki Yoshino.
È un conoscente di Rito, ed è a conoscenza del suo grande amore per Haruna. Proprio per questo in più di un'occasione fa di tutto per aiutarlo a dichiararsi alla ragazza, ma sempre con scarsi risultati. Al contrario, Kenichi sembra essere più interessato a Lala, nonostante la ragazza ha sin dall'inizio occhi solo per Rito. Successivamente si innamora di Riko Yūsaki, la versione femminile di Rito, senza ovviamente sapere chi lei sia in realtà. Quando Kenichi parla a Rito del proprio innamoramento a prima vista, Lala sente accidentalmente la conversazione e pianifica un appuntamento tra i due, affermando che Riko è una lontana parente di Rito.
Risa Momioka (籾岡里紗?, Momioka Risa)
Doppiata da Ryōka Yuzuki.
È una compagna di classe dei protagonisti, ed assieme alla sua amica Mio è sempre alla ricerca di un seno da tastare, che quasi sempre porta alla "cattura" di Haruna. Rispetto a Mio, Risa è bionda, non porta gli occhiali ed è anche molto più prosperosa dell'amica. Risa sembra di gran lunga la ragazza più spigliata ed esperta in fatto di uomini, sebbene in realtà non sia mai stata con un ragazzo. A causa del suo fascino è spesso vittima di corteggiatori molto fastidiosi. Anche a lei sembra piacere Rito, in quanto molto gentile e affidabile e, quindi, ben diverso dagli altri ragazzi. Ogni volta che Rito è l'oggetto di un discorso tra lei e qualsiasi altra ragazza, le piace scherzare accusandolo di essere un maniaco sessuale o, quando si sa che in quel momento lui è in compagnia di una ragazza, adora stuzzicare le altre compagne ipotizzando che in quel momento il ragazzo stia dando sperimentando su di essa le proprie presunte perversioni sessuali. Per questo lei è una di quelle che con maggiore frequenza scherza sull'atteggiamento puritano di Yui Kotegawa. Si diverte spesso anche ad accusare Rito stesso, facendogli domande personali sui propri gusti in fatto di donne. In To Love-Ru Darkness il suo personaggio è meno presente, ma comunque ci sono degli importanti episodi in cui lei ne è parte importante. Quando anch'essa viene notata da Momo come candidata per il piano Harem, Risa, senza saperne nulla, la stuzzica scherzosamente, ma il suo atteggiamento è talmente soverchiante da spaventare persino la principessa di Deviluke, che scappa e mostra paura per la prima volta dall'inizio della storia. Pur essendo un personaggio secondario, Risa Momioka è risultata in più di un'occasione come uno dei personaggi femminili più amati, tanto che in uno dei sondaggi si è piazzata al secondo posto dietro ad Haruna.
Mio Sawada (沢田未央?, Sawada Mio)
Doppiata da Chiemi Chiba.
Compagna di classe dei protagonisti, assieme alla sua amica Risa cerca in ogni occasione di abbracciare Haruna o anche Lala per toccarle il seno.
Tachibana (立花?, Tachibana)
Amico di infanzia di Rito, con il quale condivideva la passione per il calcio. Lo ritrova per caso durante il secondo anno di liceo, e considera Rito il suo maestro in fatto di donne.
Ageru Matome (的目 あぐれ?, Matome Ageru)
È il rappresentante di classe della classe 1-A e, in seguito, della 2-A; porta gli occhiali, e il suo viso è disegnato con tratti elementari e netti. Non ha mai ruoli importanti, se non quello di indirizzare Rito a casa di Kotegawa con una commissione.
Motemitsu (弄光?, Motemitsu)
Noto come Motemitsu-senpai per l'anzianità, è il capitano del club di baseball, e spera di diventare un giorno un grande giocatore. All'inizio della storia tenta di fare colpo su Lala, ma senza risultato; in seguito, sempre scortato dai kōhai che lo idolatrano, proverà a far colpo anche con altre ragazze, tra cui Oscurità d'Oro, ma verrà sempre e unicamente respinto. Pervertito di prima categoria, come il preside, viene scoperto in possesso di fotografie provocanti di ragazze scattate a loro insaputa, e che egli vende a caro prezzo ai compagni di scuola; tiene inoltre un quaderno, il Mote note, su cui annota le caratteristiche di tutte le ragazze che incontra. Personaggio del tutto secondario, viene usato principalmente per creare gag.

### Corpo docenti
Preside (校長?, Kouchou)
(Il Preside a Lala, Run, ecc.)
È il preside pervertito della scuola superiore, sempre alla ricerca di belle ragazze con cui provarci. Non si fa problemi a far iscrivere Lala e Run a scuola nonostante siano aliene, semplicemente perché molto carine. Per la stessa motivazione, permetterà alle sorelle di Lala di iscriversi benché ancora molto giovani. Il preside è particolarmente attratto da Oscurità d'Oro (il che lo caratterizza come lolicon) e da Run, dopo il suo debutto da idol; ad ogni modo, egli prende di mira, nel corso della storia, anche molte altre ragazze, tra cui Lala, Kyōko e Yui. La sua esuberante passionalità è tale che non esita a spogliarsi e correre dietro alle sue prede, ma solitamente finisce per essere picchiato o rimproverato dalle suddette.
Honekawa (骨川?, Honekawa)
È il professore principale della classe di Rito.
Naruiwa (鳴岩?, Naruiwa)
È il professore più importante di tutta la scuola, nonché colui che scopre Saruyama e Rito alla ricerca della camera delle ragazze durante la gita di gruppo.
Haruko Nitta (新田晴子?, Nitta Haruko)
È una giovane insegnante nella scuola di Mikan Yūki, e grande fan dei manga di suo padre, Saibai Yūki.
Sasuga (佐清?, Sasuga)
Capo del club di tennis ed oggetto del desiderio di molte ragazze della scuola. L'alieno Ghi Bree si impossessa del suo corpo per cercare di diventare l'uomo di Lala.